# Wimmis
Wimmis est une commune suisse du canton de Berne, située dans l'arrondissement administratif de Frutigen-Bas-Simmental.

## Géographie
Wimmis se situe à 629 m d'altitude à l'entrée du Simmental dans l'Oberland bernois au confluant des rivières Kander et Simme. Les communes adjacentes sont, en commençant au nord et dans le sens des aiguilles d'une montre : Spiez, Aeschi bei Spiez, Reichenbach im Kandertal, Diemtigen et Reutigen.

## Histoire
L'occupation du site de Wimmis remonte à l'âge de la pierre. Le site a été, plus tard, occupé par les Romains sous le nom de Vindemias. En 768, Wimmis est rattachée au royaume de Charlemagne. En 888, Wimmis est annexée au royaume de Haute-Bourgogne. Le roi Rodolphe II de Bourgogne (qui régna sur la Haute-Bourgogne de 912 à 937) se maria avec Berthe de Souabe, qui devenait ainsi reine de Bourgogne. La première mention de Wimmis remonte à l'an 994 sous le nom de Windemis dans un document de la reine Berthe. Selon l'histoire, ou la légende, Berthe est l'origine de la fondation de l'église de Wimmis (et de onze autres églises autour du lac de Thoune). L'église de Wimmis remonte donc au Xe siècle et se présente, alors, sous la forme d'une basilique romane primitive à trois nefs. Wimmis sera ensuite rattachée au couvent de Seltz en Alsace. Wimmis apparaît ensuite dans les archives de l'évêché de Lausanne (en 1228). Les seigneurs de Strättligen, tout près de Thoune, entrèrent en possession de Wimmis, vers 1200.

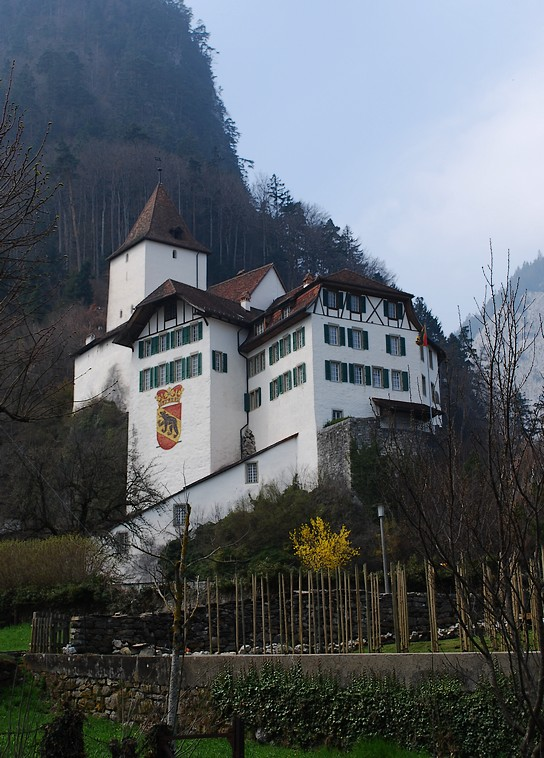
Château de Wimmis.

Photo aérienne prise à 800 m par Walter Mittelholzer (1919).

Wimmis sera fortifiée à la fin du XIIIe siècle et sera rattachée au domaine des seigneurs de Weissenburg (de). Après la bataille de Morgarten (1315) survint le siège de Wimmis par les Bernois (1334). Ces derniers firent ensuite la paix avec les seigneurs de Weissenburg, mais achetèrent la place forte de Wimmis en 1449 au seigneur local. Le château de Wimmis est alors progressivement transformé en une forteresse habitable. L'église, qui a gardé jusqu'à nos jours son magnifique chevet roman, est par ailleurs transformée en une église-halle d'une seule nef (c'est encore ainsi qu'elle se présente actuellement). En 1527, la Réforme est adoptée à Wimmis. Au XVIIIe siècle, le château est transformé : il prend ses proportions actuelles. Au début du XIXe siècle, Wimmis devient le centre du Bas-Simmental. Ce court historique explique la présence d'un vitrail (signé Ernst Linck (de), 1924), dans l'église et montrant la reine Berthe. L'église est dédiée à saint Martin, dont on voit également un vitrail dans l'édifice. On a remis au jour des peintures murales, dans cette église, peintures qui remontent essentiellement au XVe siècle. Un orgue de la Manufacture de grandes Orgues Genève SA (1964) vint remplacer le premier instrument qui remontait à 1806.

## Patrimoine
Le château de Wimmis, qui doit ses origines à la liaison transversale qui reliait le bassin lémanique et la vallée du Rhône à la vallée de l'Aar et qui passait par le Simmental. La région fut contrôlée par les seigneurs de Strättligen, établis en l’endroit dès le XIe siècle.

## Galerie

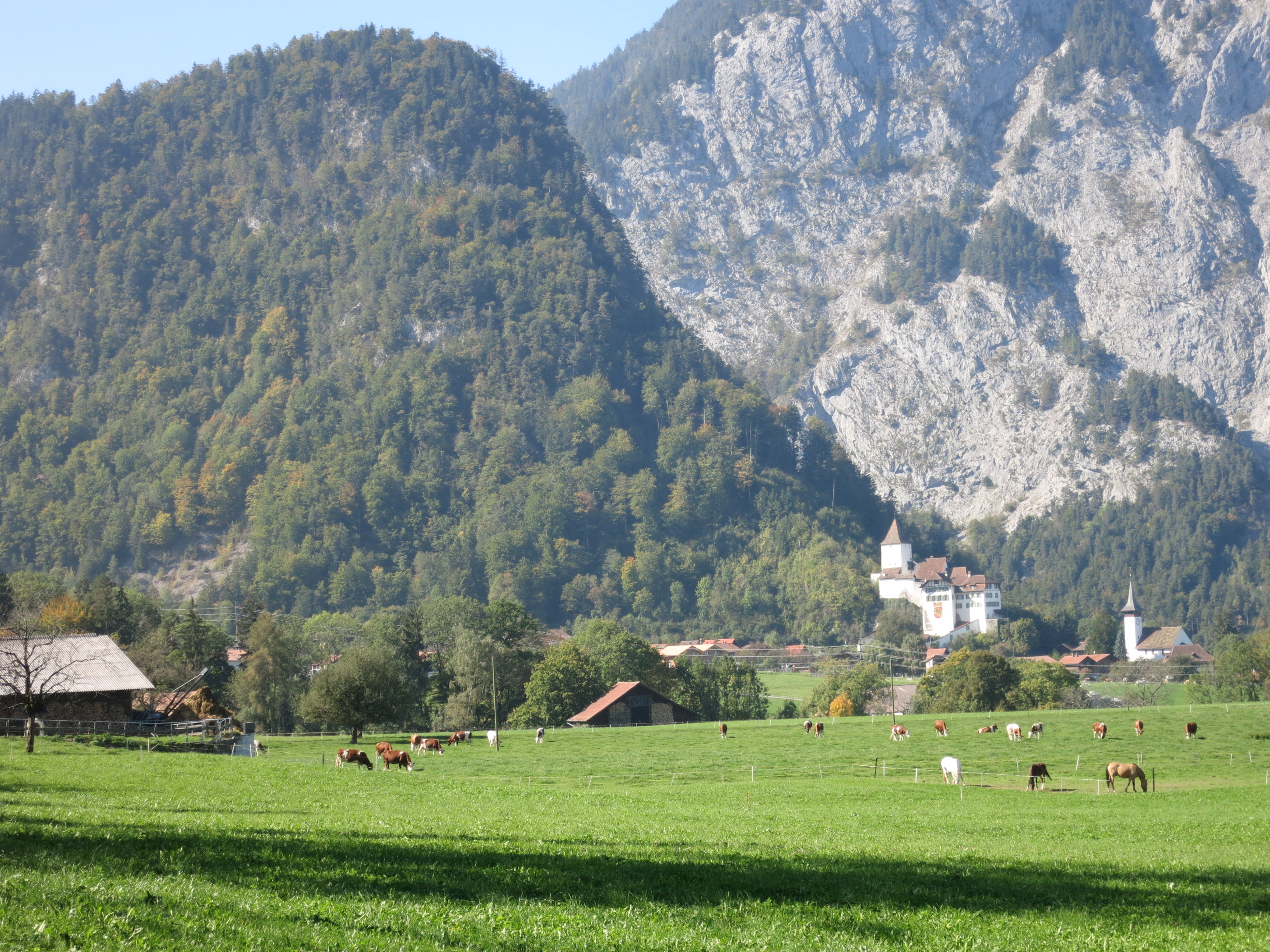
Vue de Wimmis, en 2015.
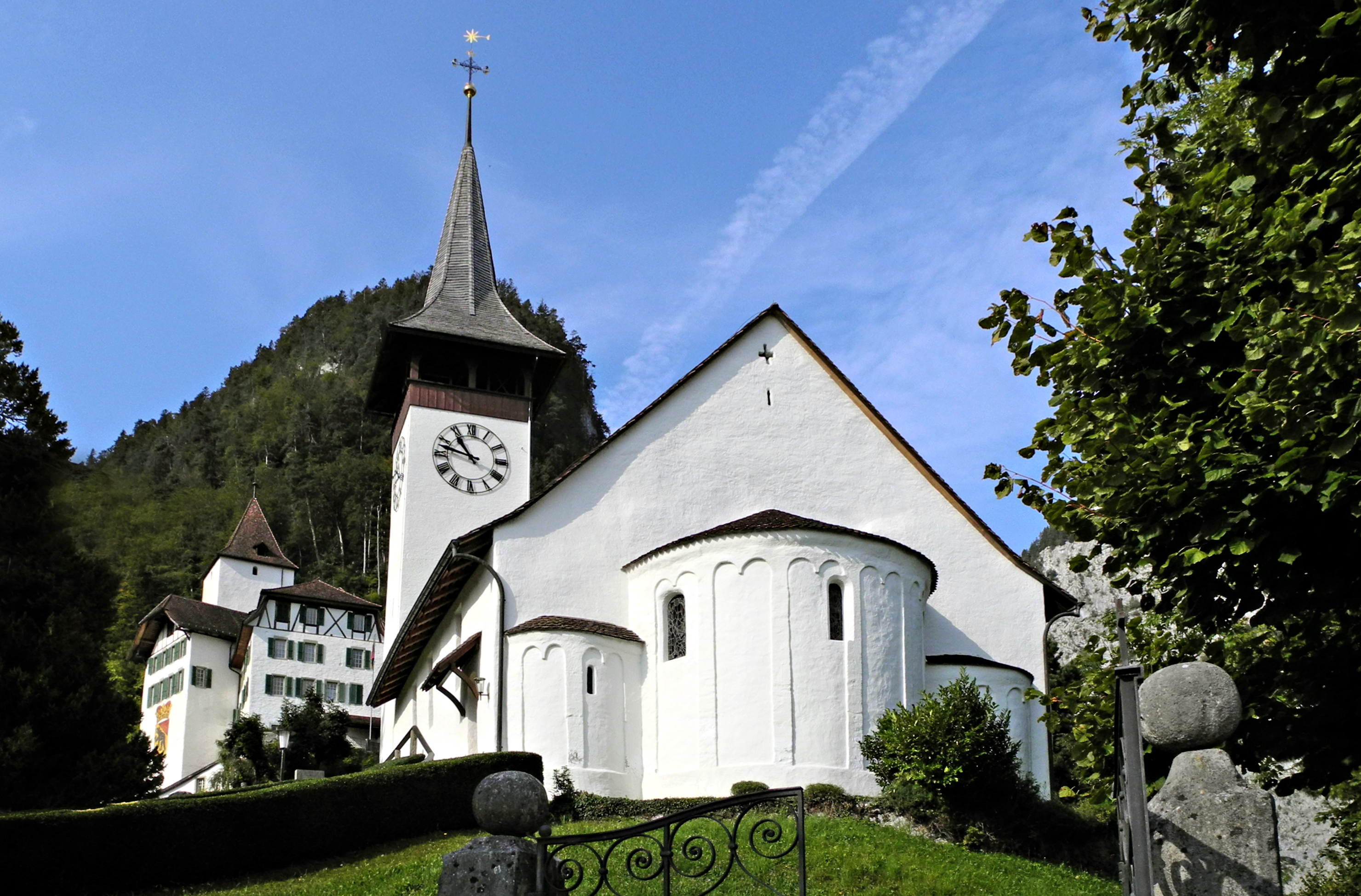
Château et église de Wimmis.
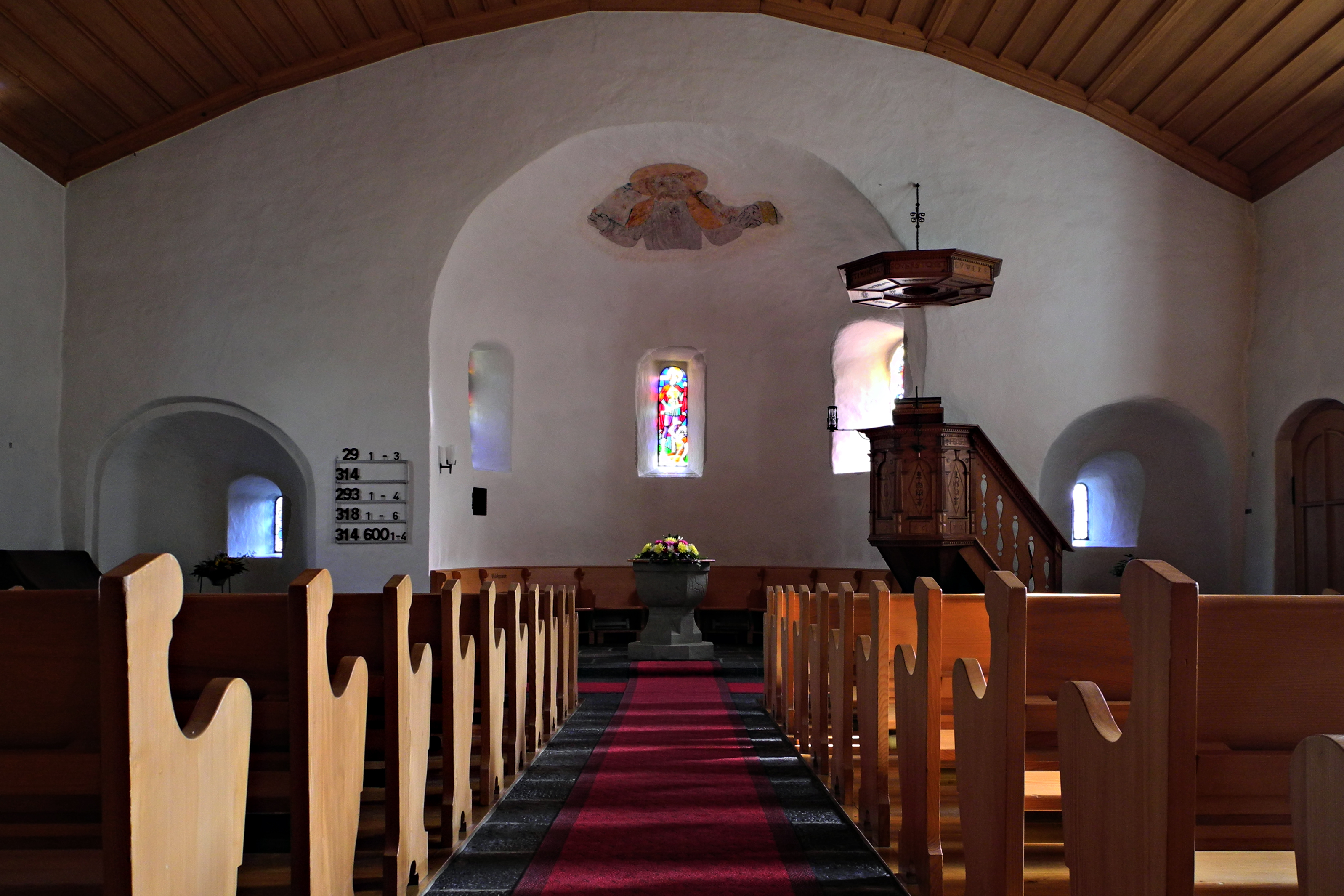
Vue intérieure de l'église de Wimmis.
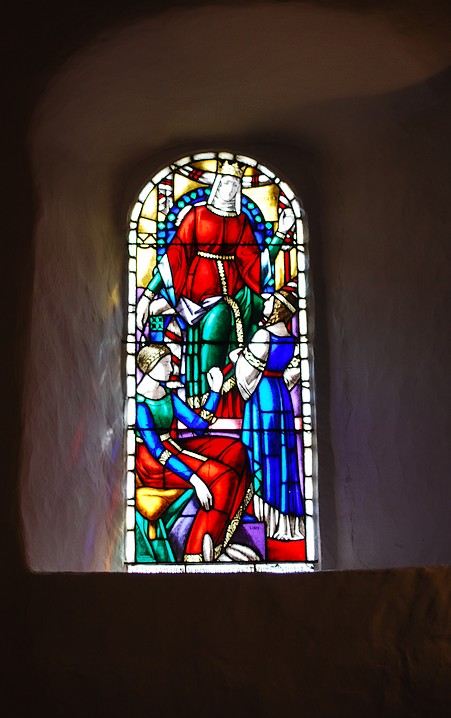
Vitrail montrant la reine Berthe (vitrail d'Ernst Linck (de), 1924).